# Vosseledone
Vosseledone is een geslacht van inktvissen uit de familie van Megaleledonidae.

## Soorten
- Vosseledone charrua Palacio, 1978